# БИЧ-11
БИЧ-11, РП-1 или ЦКБ-10 — экспериментальный самолёт конструктора Бориса Черановского.

## История
Самолёт был построен для испытаний жидкостного ракетного двигателя ОР-2 конструктора Фридриха Цандера по аэродинамической схеме «летающее крыло». Двигатель имел массу 18 кг и тягу 0,62 кН. Он должен был устанавливаться за кабиной лётчика. Баки для горючего и окислителя предполагалось разместить в обтекателях по бокам фюзеляжа. После установки ракетного двигателя предполагалось переименовать самолёт в РП-1 (Ракетный планёр — 1).
Крыло самолёта было трапециевидным. Первоначально самолёт летал как планёр на IX планёрных состязаниях 1933 года. В марте 1933 года Фридрих Цандер скончался. От установки ЖРД на самолёт пришлось отказаться. Для продолжения испытаний БИЧ-11 оснастили поршневым мотором Scorpion.

## Лётно-технические характеристики
- Размах крыла — 12,10 м;
- Длина самолёта — 3,25 м;
- Площадь крыла — 20,00 м²;
- Масса пустого самолёта — 200 кг;
- Двигатель — 1 × ПД ABC Scorpion;
- Мощность — 1 × 27 л. с.;
- Экипаж — 1 человек.